# Бонвиль-сюр-Тук
Бонви́ль-сюр-Тук (фр. Bonneville-sur-Touques) — коммуна во Франции, находится в регионе Нижняя Нормандия. Департамент коммуны — Кальвадос. Входит в состав кантона Пон-л’Эвек. Округ коммуны — Лизьё.
Код INSEE коммуны — 14086.

## Население
Население коммуны на 2010 год составляло 395 человек.
| 1962 | 1968 | 1975 | 1982 | 1990 | 1999 | 2010 |
| ---- | ---- | ---- | ---- | ---- | ---- | ---- |
| 269  | 284  | 335  | 342  | 354  | 318  | 395  |

## Экономика
В 2010 году среди 268 человек трудоспособного возраста (15—64 лет) 194 были экономически активными, 74 — неактивными (показатель активности — 72,4 %, в 1999 году было 70,2 %). Из 194 активных жителей работали 173 человека (101 мужчина и 72 женщины), безработных было 21 (10 мужчин и 11 женщин). Среди 74 неактивных 18 человек были учениками или студентами, 30 — пенсионерами, 26 были неактивными по другим причинам.